# Neofreudismo
El término neofreudismo ha sido utilizado para designar a distintas corrientes o variantes del psicoanálisis. Los psiquiatras y psicólogos «neofreudianos» fueron, por una parte, un grupo de teóricos estadounidenses débilmente vinculados de mediados del siglo XX, muy influenciados por Sigmund Freud, pero que extendieron sus teorías, a menudo en direcciones sociales, antropológicas o culturales. Se autodefinieron como "los autores estadounidenses que intentaron reformular la teoría freudiana en términos sociológicos y eliminar sus conexiones con la biología".
La corriente neo-freudiana que se desarrolló en Alemania a partir de 1945 se denominó Neopsychoanalyse, siendo el psiquiatra alemán Harald Schultz-Hencke  uno de sus principales representantes.
El término neofreudiano se utiliza a veces de forma imprecisa (pero incorrecta) para referirse a aquellos primeros seguidores de Freud que en algún momento aceptaron los principios básicos de la teoría del psicoanálisis de este, pero que luego disintieron de ella. "Los más conocidos de estos disidentes son Alfred Adler y Carl Gustav Jung.... Los disidentes".

## Publicaciones relacionadas
- Thompson, Clara M. (1950). Psychoanalysis: Evolution and development. New York: Thomas Nelson & Sons.
- Mitchell, S.A., & Black M.J. (1995). Freud and beyond: a history of modern psychoanalytic thought. USA: Basic Books.

- Datos: Q1977685